# Antonio Bido
Antonio Bido (* 8. Januar 1949 in Villa del Conte, Provinz Padua) ist ein italienischer Filmregisseur und Drehbuchautor.

## Leben
Bido drehte bereits als jugendlicher Amateur Super8-Filme und wurde während seines Universitätsstudiums der Literaturwissenschaften in Padua Mitglied des Centro Universitario Cinematografica. Dort drehte er experimentelle Filme und war Drehbuchschreiber, Kameramann, Editor und Regisseur in Personalunion; auch für diverse Kurzfilme zeichnete er verantwortlich. 1976 debütierte er im Kino und drehte bis 1991 fünf Spielfilme; daneben war er als Regisseur für die Werbung tätig. In späteren Jahren wandte er sich dem Dokumentarfilm zu.

## Filmografie (Auswahl)
- 1976: Die Stimme des Todes (Il gatto dagli occhi di diada)
- 1978: Blutiger Schatten (Solamente nero)
- 1981: Barcamenandoci
- 1987: Mak П 100 (nur Regie)
- 1991: Time Flash (Blue tornado)